# Marco da Montelupone
Marco da Montelupone (metà del XIII secolo) è stato un missionario italiano cristiano francescano medievale.
Faceva parte di un gruppo di frati francescani minori degli spirituali imprigionati per le loro visioni estreme. 

## Biografia
Probabilmente nato a Montelupone, dove era presente un monastero francescano sin dal papato di papa Innocenzo IV, è noto per la prima volta come parte di un gruppo di frati nelle Marche che furono condannati all'ergastolo dai loro superiori negli anni successivi al 1281. Fu uno di quelli che furono condannati per eresia e insubordinazione per la loro devozione all'ideale di povertà promulgata per la prima volta da San Francesco - altri includevano i fratelli Tramondo, Tommaso da Tolentino e Pietro da Macerata .  Tuttavia, furono poi liberati da Raimondo Gaufridi, ministro generale, che li mandò in missione in Piccola Armenia dopo una richiesta di alcuni monaci da Aitone II d'Armenia . 
Lui e Tommaso furono i due fratelli scelti da Aitone verso la fine del 1291 come inviati a Papa Nicola IV, Filippo V di Francia ed Edoardo I d'Inghilterra per chiedere aiuto contro l'avanzata saracena. Prima andarono dal papa, che diede loro lettere speciali per ciascuno dei due re, poi a Filippo. Arrivarono a Parigi mentre il capitolo generale dei francescani era in sessione e il 25 maggio 1292 fu letta la lettera di Re Aitone II. Dopo la loro ambasciata in Francia e in Inghilterra, non ci sono ulteriori prove della vita di Marco e la sua data di morte è sconosciuta. 